# Niwki (Opole)
Pour les articles homonymes, voir Niwki.
Niwki est une localité polonaise du gmina de Chrząstowice dans la voïvodie et le powiat d'Opole.